# Arsienjewska Kompania Lotnicza „Progress”

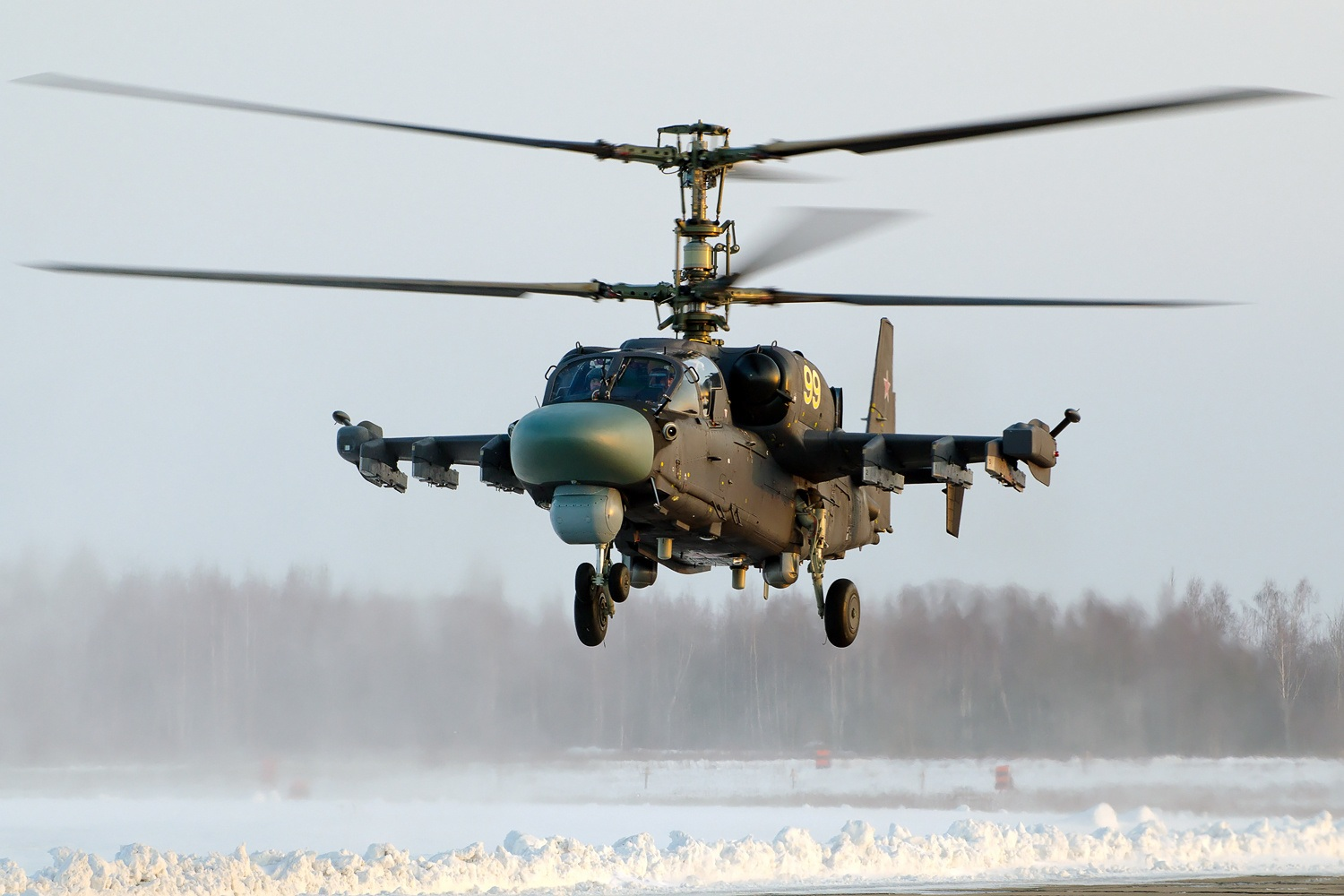
Śmigłowiec Ka-52

Arsienjewska Kompania Lotnicza "Progress" imienia N.I. Sazykina Spółka Akcyjna (rus. АО «Арсеньевская Авиационная Компания „ПРОГРЕСС“ им. Н. И. Сазыкина») – rosyjskie przedsiębiorstwo przemysłu lotniczego z siedzibą w Arsienjewie. Zakłady produkują samoloty, śmigłowce i pociski rakietowe.
Wchodzi w skład holdingu Śmigłowce Rosji, z którym także jest związane NCW im. M.L. Mila i N.I. Kamowa.

## Historia
- Budowę zakładów rozpoczęto w 1936 roku, otrzymały one numer 116.
- W 1939 roku w zakładach rozpoczęto remonty samolotów DB-3, I-16 oraz ich silników.
- W 1940 roku rozpoczęto produkcję samolotów szkolno-bojowych UT-2, a od 1948 roku produkowano samolot szkolno-bojowy Jak-18.
- Począwszy od 1959 roku zakłady podjęły produkcję pocisków rakietowych klasy woda-woda P-15 Termit i jego późniejszych modyfikacji[3]
- W latach 1973–1986 produkowano samolot szkolno-treningowy Jak-50, a w latach 1986-1991 Jak-55.

## Obecna produkcja
- Dwumiejscowy śmigłowiec bojowy Ka-52
- Śmigłowiec wielozadaniowy Ka-62
- Przeciwokrętowy pocisk rakietowy 3M80 Moskit.